# برات آند ويتني آر-1340 واسب

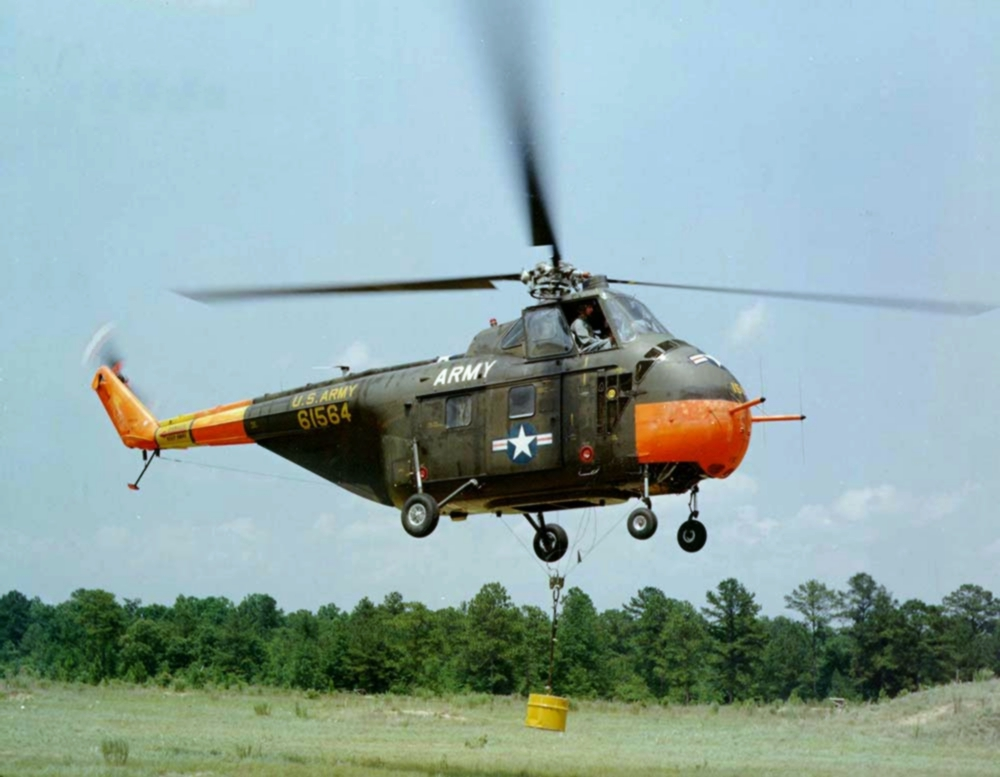
سيكورسكي اتش-19

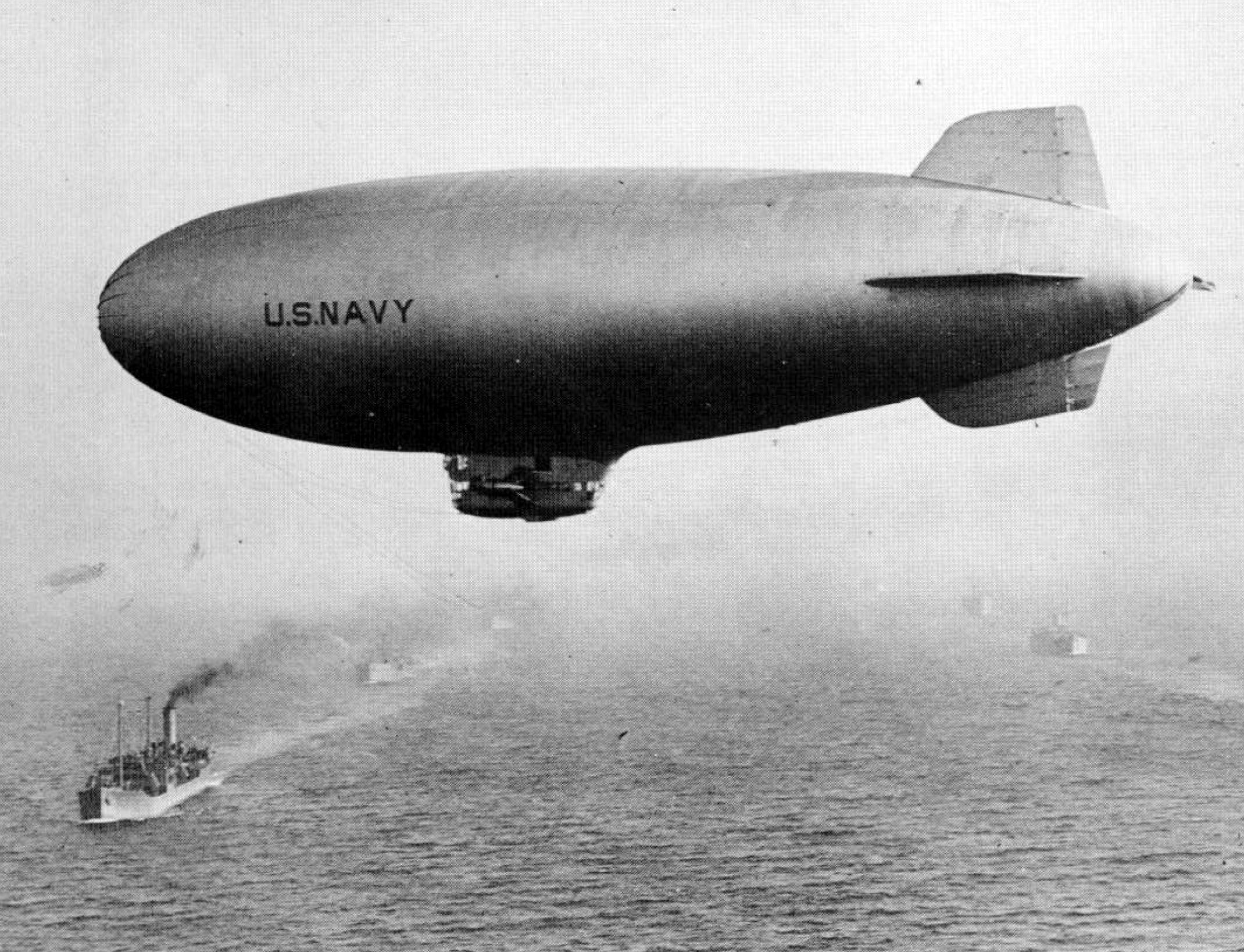

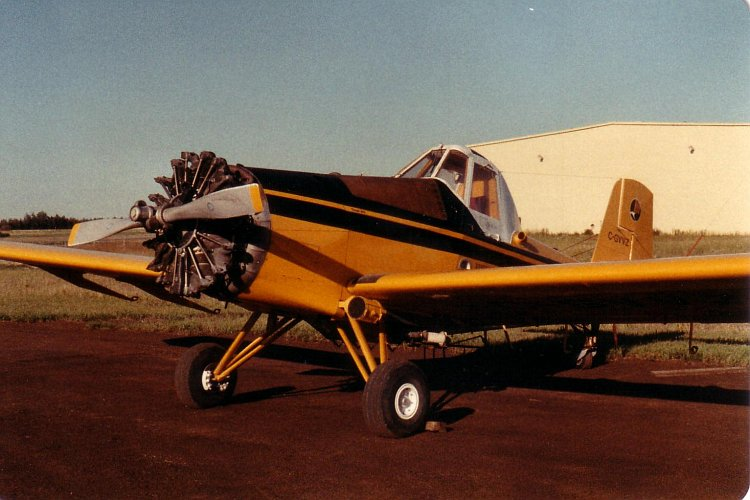
أيرس ثراش

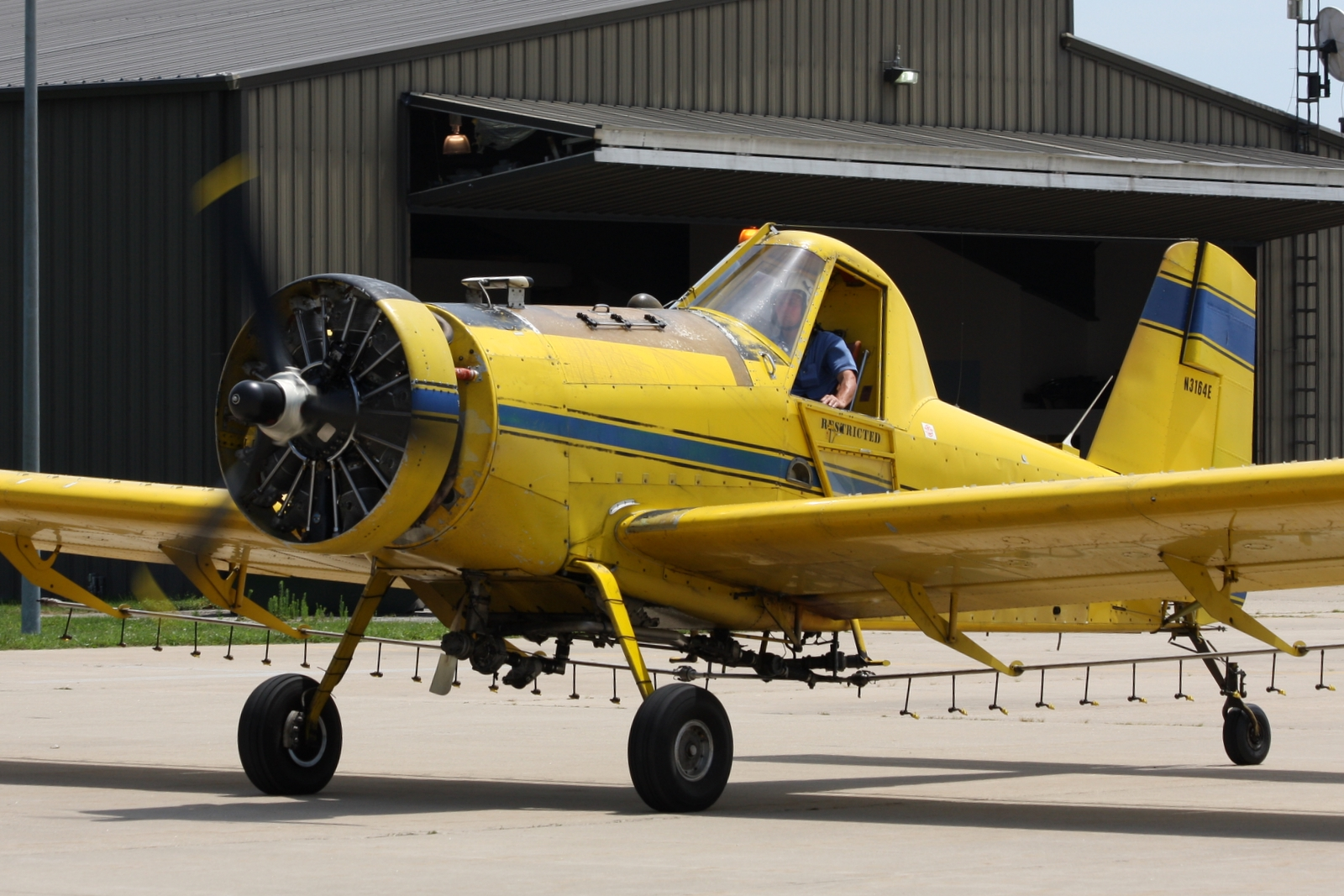
إير تراكتور إيه تي-301

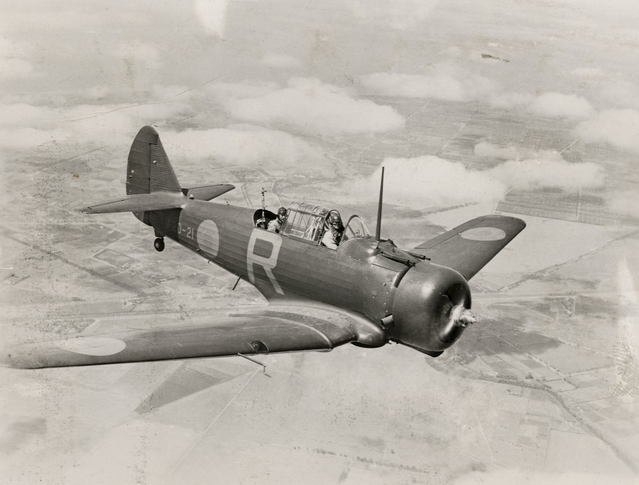
سي ايه سي ويراواي

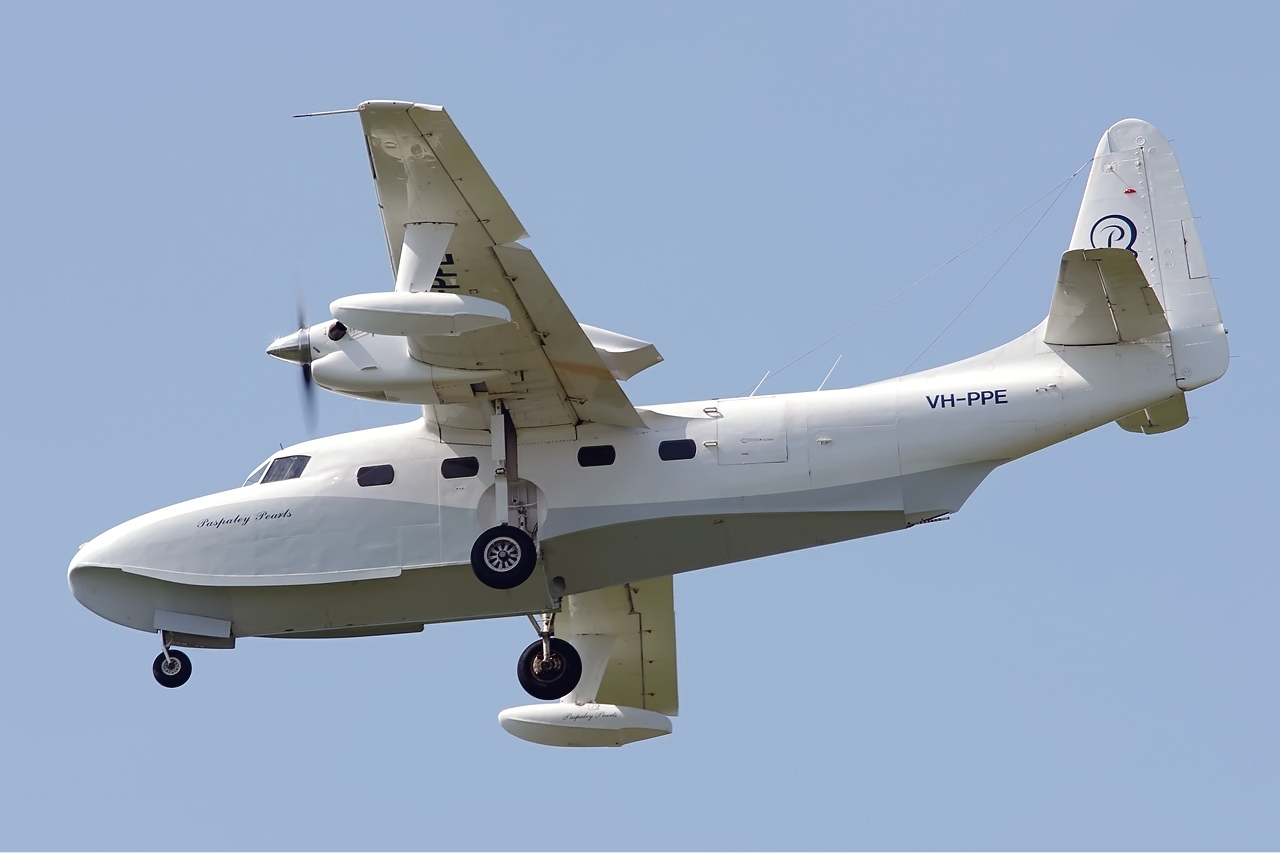
جرومان جي-73 مالارد

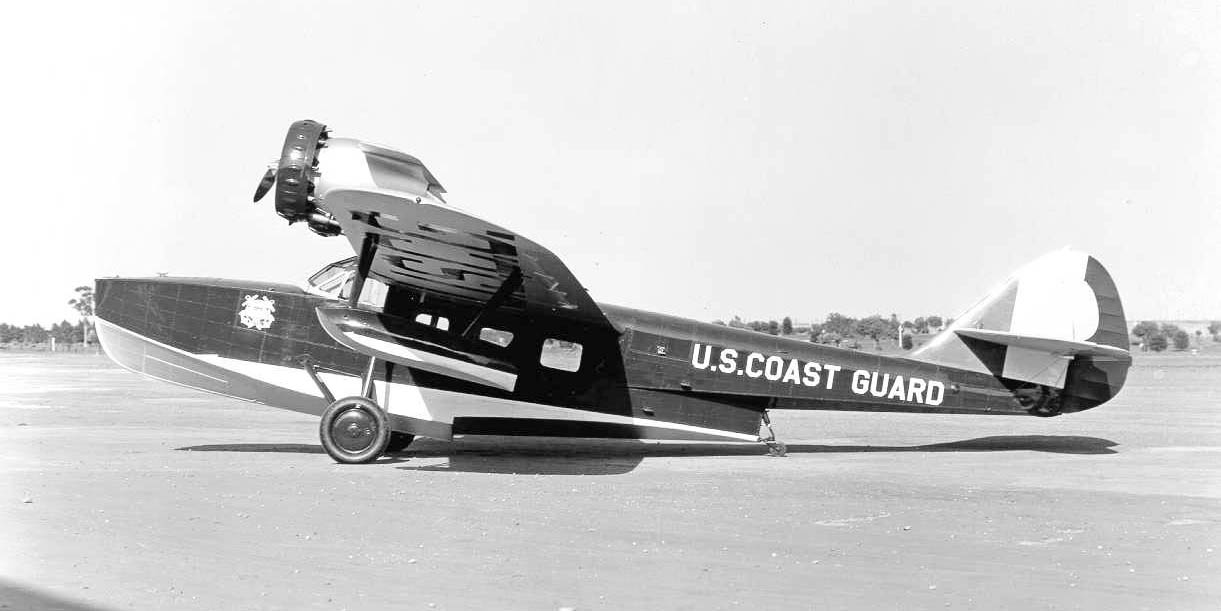
دوغلاس دولفن

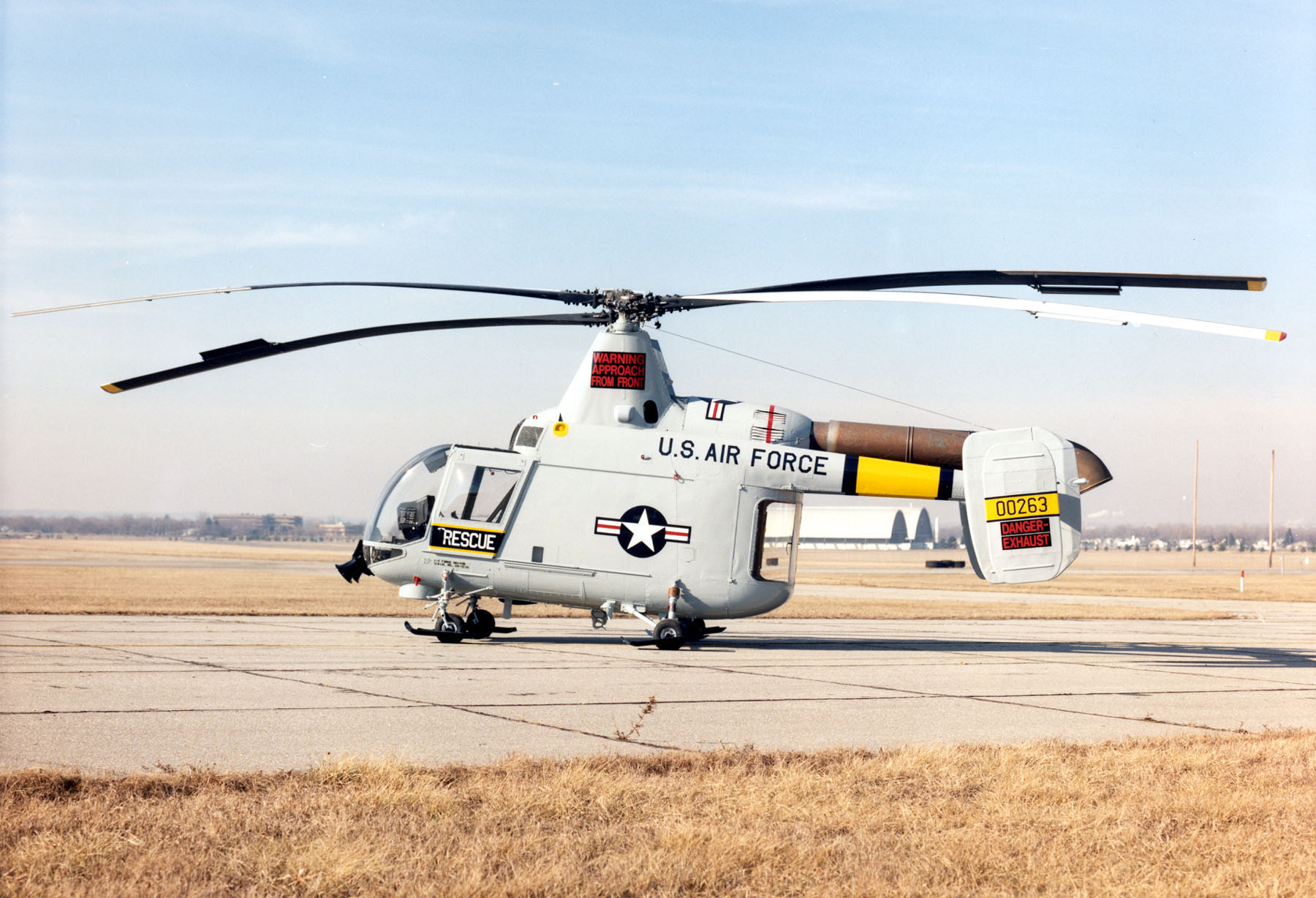
كامان إتش إتش-43 هوسكاي

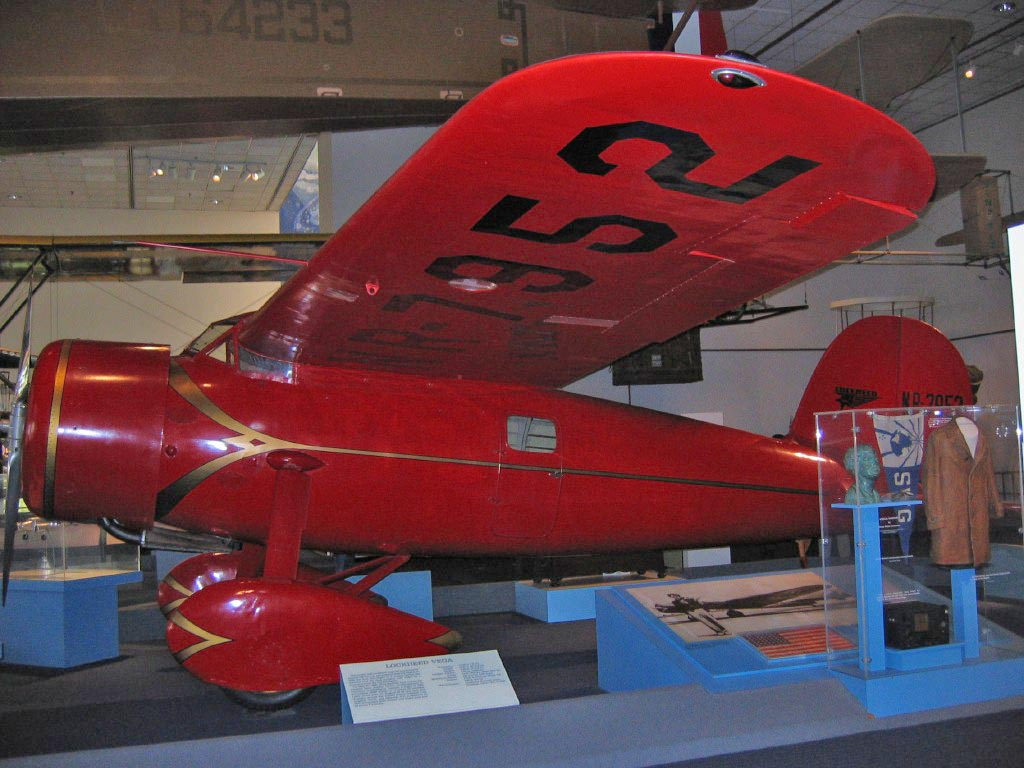
لوكهيد فيغا

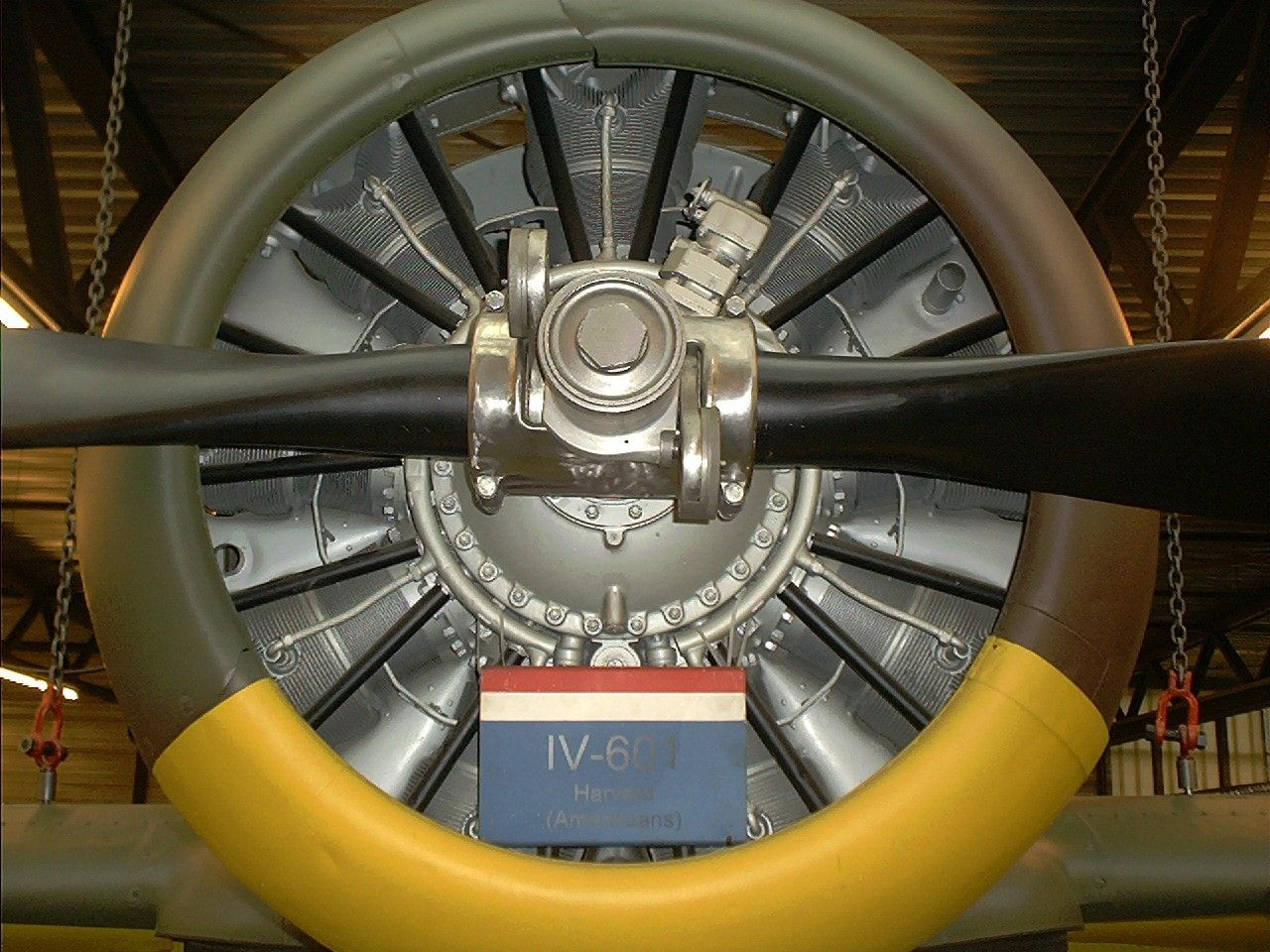
برات ىند ويتني أر-1340 مركب في طائرةنورث أمريكان تي-6 تيكسان

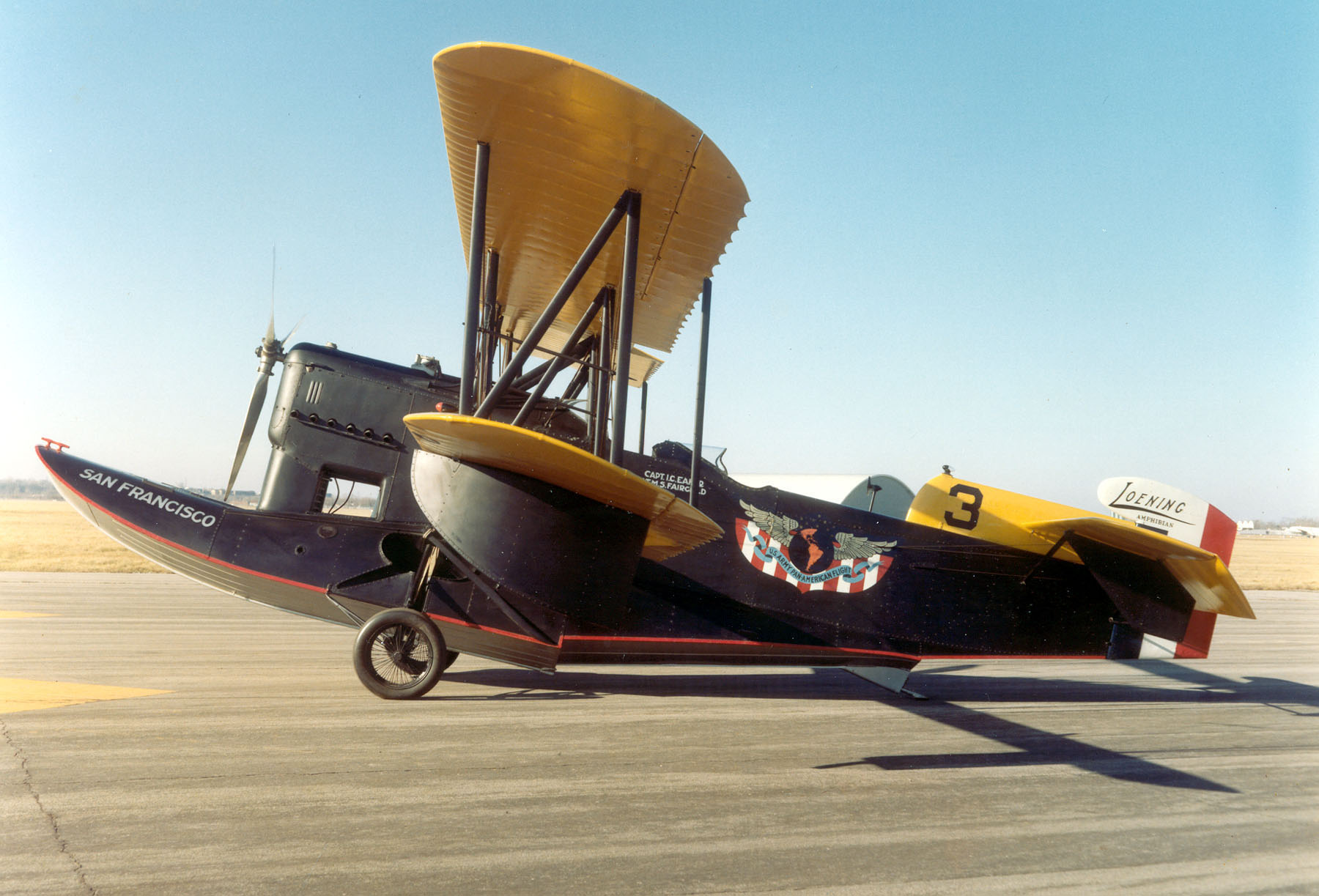
لوينينج أو إل

برات آند ويتني آر-1340 واسب محرك طائرة ترددي، استخدم على نطاق واسع في الطائرات الأمريكية بداية من 1920. كما كان أول محرك لشركة برات آند ويتني، وأول محرك من سلسلة محركاتواسب الشهيرة.
يتكون المحرك من 9 أسطوانات مرتبة في صف واحد، وكان محركا شعاعيا يبرد بالهواء.
بلغت سعة المحرك 1344 بوصة مكعب (22 لتر)، كما بلغ كل من قطر الأسطوانة وشوط المكبس 5.75 بوصة (146 مم). و بلغ الإنتاج الكلي من المحرك 34966 محرك.
بالإضافة إلى تشغيل المحرك للعديد من الطائرات ثابتة الجناحين، فإنه استُخدم أيضا لتشغيل المروحيات مثلأوجستا-بيل ايه بي 102 ‏، و سيكورسكي اتش-19، و طراز من السفن الهوائية (المنطاد) مثل بليمب الفئة كيه ‏.
في عام 2016، حصل المحرك على علامة الهندسة التاريخية من الجمعية الأمريكية للمهندسين الميكانيكيين.

## الأنواع
ملاحظة: يرمز (أر) إلى محرك شعاعي و يعبر العدد (1340) عن أن سعة المحرك 1340 بوصة مكعب.
- أر-1340-7

450 حصان (340 كيلو واط)، 600 حصان (450 كيلو واط).
- أر-1340-8

425 حصان (317 كيلو واط).
- أر-1340-9

450 حصان (340 كيلو واط)،525 حصان (391 كيلو واط).
- أر-1340-16

550 حصان (410 كيلو واط).
- أر-1340-17

525 حصان (391 كيلو واط).
- أر-1340-19

600 حصان (450 كيلو واط).
- أر-1340-19 إف

600 حصان (450 كيلو واط).
- أر-1340-21 جي

550 حصان (410 كيلو واط).
- أر-1340-22

550 حصان (410 كيلو واط).
- أر-1340-23

575 حصان (429 كيلو واط).
- أر-1340-30

550 حصان (410 كيلو واط).
- أر-1340-31

550 حصان (410 كيلو واط).
- أر-1340-33

450 حصان (340 كيلو واط)، 600 حصان (450 كيلو واط).
- أر-1340-48

600 حصان (450 كيلو واط).
- أر-1340-49

600 حصان (450 كيلو واط).
- أر-1340-ايه إن 1

550 حصان (410 كيلو واط)، 600 حصان (450 كيلو واط).
- أر-1340-ايه إن 2

550 حصان (410 كيلو واط)،3:2 نسبة تروس تخفيض سرعة المروحة الدافعة (بالإنجليزية: Propeller).
- أر-1340-بي

450 حصان (340 كيلو واط).
- أر-1340-دي

500 حصان (370 كيلو واط).
- أر-1340-اس 1 دي 1

525 حصان (321 كيلو واط).
- أر-1340-اس 1 اتش 1-جي

550 حصان (410 كيلو واط)، 600 حصان (450 كيلو واط).
- أر-1340-اس 3 اتش 1

600 حصان (450 كيلو واط).
- أر-1340-تي 1 دي1

520 حصان (390 كيلو واط).

## التطبيقات
- أوجستا-بيل ايه بي 102
- إير تراكتور إيه تي-300
- إير تراكتور إيه تي-400
- أيرس ثراش
- يخت باخ الهوائي
- بوينغ طراز 40
- بوينغ 247
- بوينغ إف3بي
- بوينغ بيه-12
- بوينغ بي-26 بياشورتر
- بوينغ-بي-29
- سي ايه سي سيريس
- سي ايه سي ويراواي
- كورتيس فالكون
- كورتيس إف7سي سيهوك
- كورتيس أو-52 أول
- كورتيس بي-6 هوك
- كورتيس سوك سيجل
- دي هافيلاند كندا دي إتش سي 3 أوتر
- دوغلاس دولفن
- فيرتشيلد إف بي 3
- فوكر إف 10
- فوكر إف 32
- فورد ثلاثية المحرك
- جي بي النموذج أر 1
- جي بي أر -2 سوبر إسبورستير  [لغات أخرى]‏
- جي بي أر 1/2 سوبر إسبورستير  [لغات أخرى]‏
- جي بي زد
- جي بي كيو إي دي
- جرومان جي-73 مالارد
- جرومان ايه جي كات
- هوارد دي جي ايه 6
- إيرلند إن-2 سي نبتون
- يونكرز دبليو 34
- يونكرز يو 52
- شركة طائرات نول كي إن-3 [4]
- كامان إتش إتش-43 هوسكاي
- لوكهيد فيغا
- لوكهيد نموذج 8 سيريوس
- لوكهيد نموذج 9 أوريون
- لوكهيد الكترا موديل 10
- لوكهيد إكس سي-35
- لوينينج أو إل
- نوردين نورسمان
- نورث أمريكان بي سي 1
- نورث أمريكان تي-6 تيكسان
- نورثروب ألفا
- نورثروب سي-19 ألفا
- رائد الطيران الأسكتلندي المزدوج
- سيكورسكي إتش 19
- سيكورسكي إس 38
- توماس-مورس-إكس بي-13-فايبر
- فوغت أو2يو كورسير
- ويدل-ويليامز نموذج 45
- ويستلاند وايرل ويند (هليكوبتر)

## محركات معروضة
- يعرض محرك واسب ايه و ثلاثة محركات واسب سي في متحف إنجلترا الجوي الجديد  [لغات أخرى]‏، مطار برادلي الدولي  [لغات أخرى]‏.[5][6][7][8]

## مواصفات (أر-1340-اس1اتش1-جي)

### مواصفات عامة
- النوع: محرك طائرة شعاعي أحادي الصف يبرد بالهواء، مكون من 9 أسطوانات و مزود بشاحن توربيني.
- قطر الأسطوانة: 146 مم.
- الشوط: 146 مم.
- سعة المحرك: 1344 بوصة تكعيب (22 لتر).
- القطر: 51.75 بوصة (1.314متر).
- الوزن: 930 باوند (420 كجم).

### المكونات
- الصمامات: 2 صمام علوي (بالإنجليزية: Overhead valve) لكل أسطوانة.
- شاحن توربيني: شاحن توربيني طارد مركزي أحادي السرعة، نسبة الترس 12:1.
- نظام الوقود: 2 مكربنات هواء متوازيين من النوع سترومبرج.
- نوع الوقود: بنزين رقم الأوكتان 91.
- نظام التبريد: تبريد بالهواء.
- ترس تخفيض: 2:3.

### الأداء
- القدرة الناتجة:600 حصان (447 كيلو وات) عند سرعة دورانية 2250 دورة/دقيقه على ارتفاع 6200 قدم (1890 متر).
- القدرة النوعية: 20.3 كيلو وات/لتر (0.45 حصان/بوصة مكعب).
- نسبة الانضغاط: 1:6
- الاستهلاك النوعي للزيت: 0.6 باوند/حصان.ساعة (362 جرام/كيلو وات.ساعة).
- استهلاك الزيت: 16 جرام/كيلو وات.ساعة.
- نسبة القدرة إلى الوزن: 0.65 حصان/باوند (1.05 كيلو وات/كجم).

## مزيد من القراءة
- Bridgman, Leonard. Jane's All the World's Aircraft 1945-46. Hammersmith, London: HarperCollinsPublishers (1994 reprint). ISBN 000 470831-8
- Gunston, Bill. World Encyclopedia of Aero Engines. Cambridge, England. Patrick Stephens Limited, 1989. ISBN 1-85260-163-9

## وصلات خارجية
- "Index of Wasp & R-1340 Designated Engines", a scanned Pratt & Whitney reference document from 1956 detailing the different Wasp versions, their specifications, and the aircraft they were installed in.
- Pratt & Whitney's R-1340 page
- There is a "Pratt & Whitney 1340N Radial Engine" نسخة محفوظة 15 أكتوبر 2016 على موقع واي باك مشين. in use on a T-6 Texan at Pacific Warbirds, Oahu, HI